# ديانا إي. ميرفي
ديانا إي. ميرفي (بالإنجليزية: Diana E. Murphy)‏ هي قاضية ومحامية أمريكية، ولدت في 4 يناير 1934 في فيرباولت في الولايات المتحدة، وتوفيت في 16 مايو 2018 في منيابولس في الولايات المتحدة.

## وصلات خارجية
- ديانا إي. ميرفي على موقع إن إن دي بي (الإنجليزية)